# برمجة في النظام

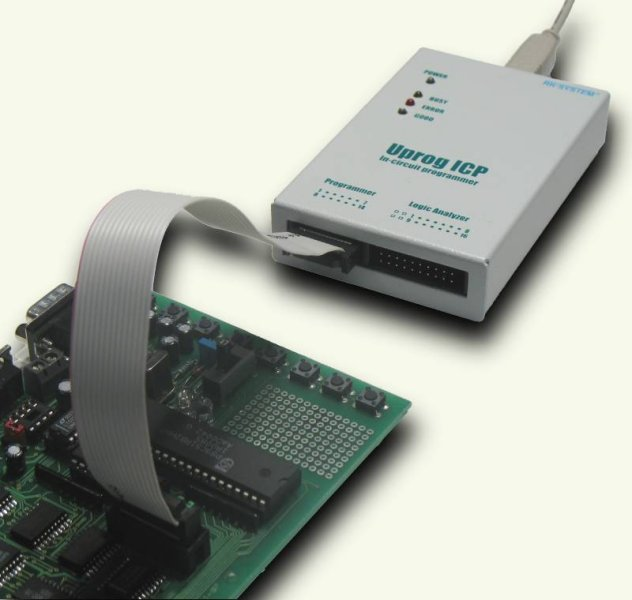

البرمجة في النظام (بالإنجليزية: In-System Programming)، وتسمى أيضًا البرمجة المتسلسلة في الدارة (بالإنجليزية: In-Circuit Serial Programming)، هي وصف لإمكانية برمجة الأجهزة المنطقية القابلة للبرمجة والمتحكمات الدقيقة وغيرها من الأجهزة المضمنة في الوقت الذي تكون فيه هذه الأجهزة موضوعة في نظام كامل، في مقابل الحاجة إلى برمجة الرقاقة قبل تثبيتها أو وضعها في النظام. وهو ما يسمح بإرسال التحديثات البرمجية للذاكرة الموجودة بالرقاقة من دون الاستعانة بدارة خاصة للبرمجة على اللوحة الخاصة بالنظام، تسمى مبرمج الجهاز Device Programmer، وأيضًا تسهل هذه الإمكانية عملية تصميم العتاد.
هناك العديد من البرتوكولات غير المتوافقة مع بعضها التي تُستخدم للبرمجة في النظام لمتحكمات من نوع PIC وAVR وParallax Propeller وغيرها. وأتاحت شركة مايكروتشيب تقنية البرمجة في النظام لبرمجة أجهزة PIC وdsPIC.
تسهل إمكانية البرمجة في النظام اختبار الكود وإضافة تعديلات برمجية في وسط عملية تطوير المنتج (النظام).

## استشهادات
1. ↑  Craig Steiner. The 8051/8052 Microcontroller: Architecture, Assembly Language, and Hardware Interfacing. ص. 187.